# Großpommern
Großpommern (polnisch Wielkie Pomorze) ist ein Forschungsbegriff zur Beschreibung einer Landschaft entlang der Ostseeküste, die zwischen den Mündungen der Flüsse Oder und Memel liegt. Der Begriff wurde vom polnischen Historiker Gerard Labuda erstmals in einer Veröffentlichung von 1947 verwendet mit dem Zweck, ein über die Region Pommern hinausgehendes Gebiet für die Geschichtsschreibung als Einheit zu betrachten. Das so verstandene Gebiet umfasst den polnischen Teil des Lebuser Landes, Pommerellen, Hinterpommern und Ostpreußen. Die Verwendung des Begriffs wurde vom deutschen Historiker Jörg Hackmann als eine reine polnische Wahrnehmung eines Geschichtsraums kritisiert.
Das Philologische Institut der Pommerschen Universität Słupsk verwendet den Begriff aktuell zur Beschreibung eines eigenen Forschungsfeldes.